# Полиоксотехнетат

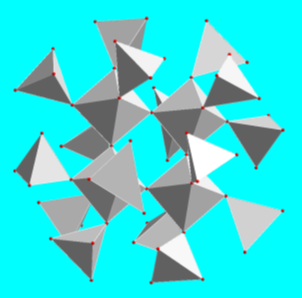
Полиоксотехнетат-анион Tc_{20}O_{68}

Полиоксотехнетаты — новый подкласс неорганических соединений, относящийся к классу полиоксометаллатов. Открыт в 2021 году в совместной работе российских, французских и американских учёных в форме кислоты. 
Благодаря качественной структурной части работы удалось объяснить кислотные свойства "технециевой кислоты" для которой оказалось предпочтительнее сформировать сложный ассоциат четырехзарядного аниона Tc20O684- с четырьмя катионами гидроксония (гидрония) [H7O3]+, решив проблему, сформулированную еще в1999 г. в книге "Термодинамическая база данных -. Т.3. Термодинамика технеция., объяснив свойства "технециевой кислоты".
Открытие этого подкласса неорганических соединений высоко оценено Президиумом РАН.  Независимымми исследованиями подтверждено существование полиоксотехнетата в форме аммонийной   соли.
В состав данного окоаниона входит 20 атомов технеция и 68 атомов кислорода — Tc20O68, причем общий отрицательный заряд полиоксометаллат-аниона равен 4−.
В отличие от большинства полиоксометаллатов, в полиоксотехнетате атомы переходного металла — технеция — присутствуют в двух степенях окисления: 4 атома Tc(V) и 16 атомов Tc(VII). 
Близкий по составу рениевый аналог — полиоксоренат — обнаружен в растворе  методами MALDI, ESI-MS и LI-MS, однако рений в нем проявляет только степень окисления +7. В твердом виде удалось выделить только  [Re4O15]2–.